# Brithem
Brithem ['bʲrʲiθʲev], auch breithem, ist im frühmittelalterlichen irischen Recht der Name für einen Richter oder Rechtsgelehrten.
Brithem leitet sich vom irischen Wort breth („Urteil“), urkeltisch gleichbedeutend *brit-, her und bedeutet im ursprünglichen Sinn „Urteilsmacher“. Die Aufgabe des brithem, die Rechtskenntnis, wurde in Irland vor der Christianisierung von den Druiden wahrgenommen. Es wird angenommen, dass jeder Stammesverband (tuath) einen brithem besaß, der vom König (rí) eingesetzt wurde. Seit dem 7. Jahrhundert wurden in den Ausbildungsstätten der Rechtsgelehrten zahlreiche juristische Werke verfasst. Erst mit der Eroberung Irlands durch die Engländer im 16. und frühen 17. Jahrhundert wurde der Stand dieser Richter seiner Funktion enthoben.
Aus der Mehrzahlform brithemain entstand durch Anglisierung das Wort brehon, von dem sich die englische Bezeichnung des traditionellen irischen Rechtes Brehon Laws ableitet.